# Старий Алтинжар
Старий Алтинжар (рос. Старый Алтынжар) — селище у Володарському районі Астраханської області Російської Федерації.
Населення становить 102 особи (2010). Входить до складу муніципального утворення Новинська сільрада.

## Історія
Населений пункт розташований на території українського етнічного та культурного краю Жовтий Клин. Згідно із законом від 6 серпня 2004 року органом місцевого самоврядування є Новинська сільрада.

## Населення
| 2002 | 2010 |
| ---- | ---- |
| 93   | ↗102 |